# Maurice Beaudier
Maurice Beaudier (Avallon, 22 luglio 1897 – Parigi, 21 marzo 1932) è stato un calciatore francese, di ruolo portiere.

## Carriera

### Nazionale
Ha collezionato tre presenze con la propria nazionale.

## Statistiche

### Cronologia presenze e reti in nazionale
| Cronologia completa delle presenze e delle reti in nazionale ― Francia | Cronologia completa delle presenze e delle reti in nazionale ― Francia | Cronologia completa delle presenze e delle reti in nazionale ― Francia | Cronologia completa delle presenze e delle reti in nazionale ― Francia | Cronologia completa delle presenze e delle reti in nazionale ― Francia | Cronologia completa delle presenze e delle reti in nazionale ― Francia | Cronologia completa delle presenze e delle reti in nazionale ― Francia | Cronologia completa delle presenze e delle reti in nazionale ― Francia |
| Data                                                                   | Città                                                                  | In casa                                                                | Risultato                                                              | Ospiti                                                                 | Competizione                                                           | Reti                                                                   | Note                                                                   |
| ---------------------------------------------------------------------- | ---------------------------------------------------------------------- | ---------------------------------------------------------------------- | ---------------------------------------------------------------------- | ---------------------------------------------------------------------- | ---------------------------------------------------------------------- | ---------------------------------------------------------------------- | ---------------------------------------------------------------------- |
| 8-2-1921                                                               | Parigi                                                                 | Francia                                                                | 1 – 2                                                                  | Irlanda                                                                | Amichevole                                                             | -2                                                                     |                                                                        |
| 20-2-1921                                                              | Marsiglia                                                              | Francia                                                                | 1 – 2                                                                  | Italia                                                                 | Amichevole                                                             | -2                                                                     |                                                                        |
| 6-3-1921                                                               | Bruxelles                                                              | Belgio                                                                 | 3 – 1                                                                  | Francia                                                                | Amichevole                                                             | -3                                                                     |                                                                        |
| Totale                                                                 |                                                                        | Presenze                                                               | 3                                                                      |                                                                        | Reti                                                                   | -7                                                                     |                                                                        |